# La biblioteca dels llibres rebutjats
La biblioteca dels llibres rebutjats (Le Mystère Henri Pick) és una pel·lícula francesa coescrita i dirigida per Rémi Bezançon, estrenada el 2019. Es tracta de l'adaptació de la novel·la homònima de David Foenkinos (2016).
Ha estat doblada al català incloent diferents versions per al Principat, el País Valencià i les Illes Balears.

## Sinopsi
En una biblioteca situada a Crozon, un bibliotecari ha decidit dedicar una sala als manuscrits rebutjats pels editors. Cada autor rebutjat disposa així d'un santuari on dipositar el seu text. Una jove editora hi descobreix una novel·la, Les últimes hores d'una història d'amor, que considera extraordinària i que de seguida decideix publicar. La novel·la esdevé un best-seller.
El seu autor seria Henri Pick, el gerent d'una pizzeria del mateix poble, que va morir dos anys abans. Però la seva vídua i la seva filla diuen que mai el van veure llegir ni escriure. Convençut que és una farsa, el famós crític literari Jean-Michel Rouche decideix investigar, amb l'ajuda inesperada de la filla de l'enigmàtic Henri Pick.

## Repartiment
- Fabrice Luchini: Jean-Michel Rouche
- Camille Cottin: Joséphine Pick
- Alice Isaaz: Daphné Despero
- Bastien Bouillon: Fred Koskas
- Astrid Whettnall: Inès de Crécy
- Josiane Stoléru: Madeleine Pick
- Marc Fraize: Jean-Pierre Gourvec
- Marie-Christine Orry: Magali Roze
- Vincent Winterhalter: Gérard Despero
- Louis Descols: Vicomte d'Archiac
- Philypa Phoenix: Wendy Bellamy
- Annie Mercier: Bénédicte Le Floch
- Florence Muller: Brigitte Rouche
- Hanna Schygulla: Ludmila Blavitsky
- Lyes Salem: el productor de l'emissió

## Producció

### Rodatge
El rodatge té lloc al pont de Térénez, al Finisterre francès, albirat diverses vegades durant els viatges de Jean-Michel Rouche.

### Música
La música de la pel·lícula està composta per Laurent Pérez del Mar.
A la pel·lícula, s'escolta la Melodia hongaresa D817 de Franz Schubert (ràdio del cotxe al cotxe de Josephine després del vespre, després als crèdits finals), música de La Discrète, una pel·lícula de Christian Vincent en la qual també actua el protagonista Fabrice Luchini, i que té lloc també en el món de l'edició.